# Caligo prometheus
Caligo prometheus is een vlinder uit de familie Nymphalidae. De wetenschappelijke naam van de soort is voor het eerst geldig gepubliceerd in 1849 door Vincenz Kollar.

## Kenmerken
Beide geslachten hebben hetzelfde kleurpatroon. De gelige voorvleugels vertonen een donkere rand langs de buitenste vleugelrand. De donkerbruine achtervleugels hebben soms een iets zwakkere dan wel fellere blauwe weerschijnkleur aan de basis.

## Verspreiding en leefgebied
Deze vlindersoort komt voor in Ecuador en Colombia.